# Томочи
Томочи (исп. Tomochi) — посёлок  в Мексике, штат Чиуауа, входит в состав муниципалитета Герреро. Численность населения, по данным переписи 2010 года, составила 2818 человек.

## История
Поселение было основано в 1688 году миссионерами-иезуитами Томасом Гвадалахарой и Хосе Тардой для евангелизации местного населения.

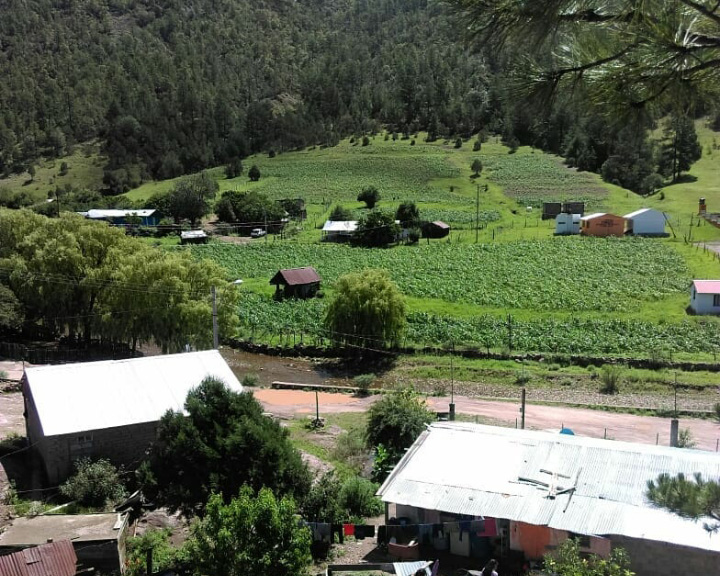
Вид на посёлок